# Loretito (Aguascalientes)
Loretito, también llamada Charco del Toro, es una localidad del estado mexicano de Aguascalientes. Es parte del municipio de San Francisco de los Romo.

## Demografía
| Gráfica de evolución demográfica |
|                                  |

| Censo | Población |
| ----- | --------- |
| 1900  | 198       |
| 1910  | 261       |
| 1921  | 197       |
| 1930  | 132       |
| 1940  | 157       |
| 1950  | 180       |
| 1960  | 200       |
| 1970  | 297       |
| 1980  | 506       |
| 1990  | 532       |
| 2000  | 715       |
| 2010  | 949       |
| 2020  | 1 212     |